# Anne Mousse
Pour les articles homonymes, voir Mousse.
Anne Mousse, née le 14 avril 1668 à Saint-Paul et morte le 19 mars 1733 à Sainte-Marie, est la première femme et sans doute la troisième personne née sur l'île Bourbon, aujourd'hui La Réunion, une île française du sud-ouest de l'océan Indien.
Elle est à l’origine, avec sa sœur Cécile, mariée au malouin Gilles Dugain, ses tantes Anne Caze (qui se mariera avec deux Français, Paul Cazan et Gilles Launay) et Marie-Anne Caze, qui épousera le charentais François Rivière, des premiers métissages sur l'île ; on la surnomme "la grand-mère des Réunionnais" du fait de sa nombreuse descendance.

## Biographie
Ses parents Jean Mousse et Marie Caze et sa tante Marguerite Caze (il y a incertitude sur la présence d'Anne Caze), faisaient partie des 10 malgaches  qui accompagnaient Louis Payen et un compatriote, les premiers colons venus s'installer sur l'île Bourbon, le 10 novembre 1663.  
Bravant l'interdiction des mariages inter-ethniques décrétée par le vice-roi des Indes Jacob Blanquet de la Haye en 1674, elle épouse, en 1687, Noël Tessier (originaire de Bretagne et rescapé du massacre de Fort-Dauphin), un colon français de 34 ans son aîné. Le couple ira s’installer à Sainte-Marie. Anne Mousse donnera naissance à 8 enfants dont 6 filles. Elle sera grand-mère de 65 petits-enfants.
Elle devient une notable car son époux est un grand propriétaire terrien ce qui lui permet de mener une vie aisée. En 1729, étant pieuse, elle fait construire une chapelle par Domingue Ferrero près de là où est enterré Noël Tessier, ce qui, à l'époque, équivalait à la construction d'un édifice public de proximité. Aujourd'hui, il ne reste que les fondations sur lesquelles a été bâtie l'église Notre-Dame-de-l'Assomption.
Veuve en 1721, elle épouse, en 1722, Dominique Ferrère, un portugais né près de Lisbonne et âgé de vingt ans de moins qu'elle. Aujourd’hui, les Vidot, Maillot, Guichard, Hoareau, Boyer, Esparon et  bien d'autres, sont les descendants d’Anne Mousse. Elle meurt à l’âge de 65 ans.

## Hommage
Aujourd'hui, une rue à Sainte-Marie, une école maternelle à Saint-Gilles les Bains et une crèche à L'Étang-Salé portent son nom.
Lors de l'éruption volcanique du Piton de la Fournaise en mars 2019 , 2 cônes volcaniques se forment et sont baptisés Piton Lo Rwa Kaf et Piton Anne Mousse.
Le 16 septembre 2023, la première médiathèque accessible aux non-voyants à Sainte-Marie est renommée Médiathèque Anne Mousse.

### Musique
- Hommage musical et historique à Anne Mousse, aussi appelée Grand-Mère à La Réunion, par le groupe Sundri Feeling[7]